# Lymantria dubiosa
Lymantria dubiosa este o specie de molii din genul Lymantria, familia Lymantriidae, descrisă de Aurivillius 1894 Conform Catalogue of Life specia Lymantria dubiosa nu are subspecii cunoscute.